# Guillaume Laurant
Guillaume Laurant es un novelista y guionista de cine francés, conocido especialmente por sus películas coescritas con el director Jean-Pierre Jeunet. Laurant está casado con la actriz francesa Sandrine Bonnaire.

## Filmografía
Laurant es el autor (junto al director Jean-Pierre Jeunet) del guion de Amélie (título original: Le fabuleux destin d'Amélie Poulain), película por la que fue candidato al premio Óscar al mejor guion original (2002), al premio César al mejor guion (2002) y ganador del premio BAFTA al mejor guion original (2002).
De nuevo junto a Jeunet adaptó la novela de Sébastien Japrisot Un long dimanche de fiançailles para la película homónima, estrenada en 2004 y por la que volvió a ser candidato al César al mejor guion en 2005.
En octubre de 2009 se estrenó la comedia Micmacs à tire-larigot, con guion de Laurant y Jeunet y dirección de este último.

## Novelas
- Happy hand, Éditions du Seuil, 2006.
- Les années porte-fenêtre, Éditions du Seuil, 2003.

## Premios y distinciones
Premios Óscar
| Año  | Categoría            | Película | Resultado |
| ---- | -------------------- | -------- | --------- |
| 2002 | Mejor guion original | Amélie   | Nominado  |